# Brighton (Trinidad y Tobago)
Brighton es una localidad de Trinidad y Tobago, que forma parte de la región de Siparia.

## Geografía
La localidad abarca parte de la isla Trinidad y limita al norte y oeste con el golfo de Paria, al sur con Vessigny y al este con La Brea y Sobo Village.

## Demografía
Datos demográficos de la localidad de Brighton:
| Gráfica de evolución demográfica de Brighton entre 2000 y 2011 |
|                                                                |